# Рошаљ
Рошаљ (рус. Рошаль) град је у Русији у Московској области.

## Становништво
| 1939.  | 1959.  | 1970.  | 1979.  | 1989.  | 2002.  | 2010.  |
| ------ | ------ | ------ | ------ | ------ | ------ | ------ |
| 18.620 | 21.819 | 25.271 | 25.256 | 23.956 | 22.407 | 20.960 |